# Normie Osborn
Normie Osborn es un personaje ficticio de Marvel Comics. Es el nieto de Norman Osborn y el hijo mayor de Harry Osborn, el primer y segundo Duende Verde, respectivamente.

## Historial de publicación
Normie Osborn apareció por primera vez en The Amazing Spider-Man # 263 (abril de 1985), y fue creado por Bill Mantlo y Al Milgrom. Apareció en las historias de Duende Verde a lo largo de la década de 1990, generalmente retratado como odiando a Spider-Man por luchar contra su padre.

## Biografía del personaje ficticio
Normie Osborn es el hijo de Liz Allan y Harry Osborn.
Harry Osborn recupera su cordura poco antes de que una versión modificada de la Fórmula Duende reclame su vida. Él salva a Spider-Man y le dice: "Eres mi mejor amigo". Se muestra a Normie escuchando esto, posiblemente cambiando su visión de Spider-Man. Mientras aún se está recuperando de la muerte de su padre, Normie se hace amigo de Peter Parker, el alter ego de Spider-Man, que se convierte en una especie de tío sustituto para él. Un trío de robóticas "Mujeres Duende" (una de varias fallas preparadas por Harry antes de su muerte) secuestran a Normie, con la intención de convertirlo en el nuevo Duende Verde. Spider-Man y el Hombre Ígneo (el tío de Normie) los derrotan antes de que pueda ser expuesto a la Fórmula Duende.
Cuando Norman Osborn Sr. regresa de entre los muertos, también usa un robot Duende para secuestrar a su heredero. Esta versión aparece como el duende verde estándar, y hace que Normie crea que su padre ha regresado. Esto es parte de una estratagema compleja para aumentar la visibilidad de Norman jugando al desafortunado abuelo. 
Norman rechaza la posibilidad de que su nieto sea el nuevo Duende, diciendo que tiene las mismas debilidades que Harry.
Normie es vista en un tema de Sensational Spider-Man jugando béisbol, siendo observada desde las gradas por el Hombre Ígneo y Camaleón, mientras Electro está en las sombras. Normie no le hace daño, pero el Camaleón usa su seguridad como moneda de cambio para llevar al Hombre Ígneo a su plan para atacar a Spider-Man después del desenmascaramiento reciente del héroe.
Normie reaparece después de la historia de One More Day. Ahora Normie odia a su padre por supuestamente abandonarlo cuando se le creyó muerto por error mientras estaba drogado con el suero Duende. Su odio por Spider-Man también se reaviva.
Durante el intento de Osborn de restablecerse como un gran señor del crimen, se somete a una cirugía plástica para que también pueda establecerse como un hombre de negocios para proporcionar una herencia adecuada para su nieto, con Liz aparentemente ayudando a Norman en este esfuerzo.
Cuando Osborn adquiere el simbionte Carnage y se transforma en el "Duende Rojo", intenta obtener la ayuda de su nieto Normie infundiendo una parte del simbionte a Normie, convirtiéndolo en "Duende Diminuto". A pesar de que el simbionte amplifica los celos de Normie hacia su hermanastro Stanley, Normie pierde su influencia cuando ve a su abuelo tratar de matar a sus padres, dándose cuenta en el proceso de que el villano era en realidad su propio abuelo y no Spider-Man. El fragmento de simbionte se separa posteriormente de Normie, mientras que el simbionte principal aparentemente se destruye durante la batalla final entre Duende Rojo y Spider-Man. Está implícito que Liz y Mark mantuvieron al menos algunos de los simbiontes en el almacenamiento para algún uso futuro. Sin embargo, mostró que algunos de los simbiontes aún permanecían en su cuerpo, girando en el ojo del niño.

## Otras versiones

### MC2
En el futuro alternativo de MC2, el pequeño Normie Osborn ha crecido. Siendo un niño sensible, se tomó la decisión de volver a casarse con su madre, nunca se llevaba bien con su padrastro, Foggy Nelson (hasta después de su muerte cuando los dos finalmente se unieron), y responsabilizó a Peter Parker por la muerte de su padre y abuelo. Cuando su madre se enfermó y murió, Normie se derrumbó, aceptando el manto de su padre y su abuelo como el Duende Verde como su destino. Su aparición como Duende Verde obligó a May Parker a adoptar el manto de Spider-Girl. Sus primeras apariciones se encontraron con un fracaso ya que fue derrotado continuamente por Spider-Girl, Phil Urich (como el "Duende Dorado"), e incluso en un caso por Mary Jane Parker. Entonces, un día, cuando May perdió temporalmente sus poderes, Normie la secuestró. La desenmascaró, la ató y la provocó con un cuchillo. May se dio cuenta de que Normie esperaba liberarse y matarlo. En este momento, May pudo convencerlo de ir a buscar ayuda y abandonar el legado de los Duendes.
Normie se reformó, e incluso ayudó a May a continuar como Spider-Girl durante su pérdida temporal de poder prestándole su equipo de duendes (Normie también le confió que en realidad era acrofóbico ). Más tarde, también ayudó a Phil Urich a volver a vestirse como el buen Duende Verde. Durante un tiempo, Normie convirtió uno de los antiguos escondites de Duende de su abuelo en una especie de "batcave" desde el cual May y Phil podían usar como base de operaciones, que él bautizó como "el sitio web". Sin embargo, el sitio web luego fue localizado y destruido por la gente de Canis. 
Mientras estaba en terapia de grupo (para antiguos supervillanos), comenzó a salir con Brenda Drago (la hija de Blackie Drago, el segundo Buitre), para disgusto de May, que se había enamorado de él. Durante los eventos de la historia de la Temporada de la Serpiente, May confesó sus sentimientos a Normie, pero Normie no creía que fuera apropiado. Sin embargo, después de que el Sr. Nobody en el arco de Marked For Death le dispare en el pecho (quien le disparó para molestar con la cabeza de May), los verdaderos sentimientos de Normie se revelan en una visión de coma donde su abuelo se burla de él, "Todo lo que tenías que hacer era matar a la chica. Pero no, tenías que enamorarte de ella, ¿y cómo te está yendo, Normie?" La visión de Norman también le hace pensar que "nunca te librarás de mí".
Su relación con Brenda se volvió complicada por un tiempo cuando Élan DeJunae pareció informarle de su compromiso que habían sido arreglados por su padre y Norman Osborn cuando Normie y Élan acababan de ser niños. Normie no estaba emocionada con la noticia, y Élan decidió que era su responsabilidad asegurarse de que Normie fuera fiel al legado familiar. Primero, ella intentó exponerlo a los productos químicos del Duende, pero Spider-Girl la frustró. Normie estuvo sumergida en los productos químicos durante mucho tiempo, pero dijo que los médicos le dieron una buena nota de salud. A continuación, Élan se opuso a su boda con Brenda al estrellarla literalmente. Ella forzó la unión del simbionte Venom a él como un "regalo de bodas". El nuevo Venom se desató hasta que Normie, con la ayuda de Spider-Girl, pudo obtener el control del simbionte. May le dijo que lo arrojara al fuego, pero Normie no se atrevía a matarlo. "Superé el legado de los Goblins, debería poder controlar un simple simbionte alienígena". Parece que Normie desea usar el simbionte para ser un héroe. Sin embargo, aparentemente teme que se repita lo que sucedió el día de su boda. Le dijo a su secretaria Kristy Watson (la niñera de Normie que crecía, prima de MJ), que si el alienígena vuelve a tomar control de él, para que Spider-Girl lo destruya. 
Su personaje de superhéroe aún no tiene nombre. Se oponen a ser referidos como Venom (porque Venom era el simbionte con Eddie Brock) o como Normie (a él le gustaría mantener en secreto su identidad) mientras patrullaban, pero "todos los buenos [nombres] ya están tomados". Durante un tiempo consideró usar el nombre Dusk. Cuando tiene el control del simbionte, Normie se parece al traje negro de Spider-Man con cuatro brazos adicionales.
Cuando los Vengadores vinieron a arrestarlo por albergar al simbionte Venom, el cyborizado Jim Rhodes cortó el circuito (alegando que Tony Stark lo había asesinado) y se fue a un alboroto en la ciudad de Nueva York. Al final, Normie con el simbionte Venom salvó el día porque era el único que no se contuvo: atrapó a Rhodes con el simbionte y luego agarró un cable vivo desde el interior de un farol, electrocutándose a él mismo y a Rhodes, con el cortocircuitos de Rhodes cayendo primero. Posteriormente, les informó que Raptor es un agente del gobierno y que se "entregó" a su custodia. Se unió voluntariamente al equipo de Kaine de supervillanos reformados con la condición de que Raptor (que no se lleva bien con Whedon, su director) pueda tener permiso para renunciar.
Cuando Brenda es gravemente herida en un ataque del Hobgoblin, se une a Spider-Girl en la búsqueda del Hobgoblin. Descubren que todo el propósito del Hobgoblin es atraer a Spider-Girl a un grupo de asesinos conocidos como los Scriers, y Spider-Girl es empalada por una de sus espadas. Osborn y el simbionte atacan, matando a varios de los Scriers con cuchillas construidas por los simbiontes, lo que hace que los Scriers se retiren momentáneamente (este lapso se convertiría momentáneamente en su pequeño secreto y el de Kaine). Entonces, Normie con el simbionte salva a Spider-Girl cuando Osborn le transfiere el simbionte. Cura sus heridas y elimina el veneno de la hoja de su sistema. Mientras Spider-Girl con el simbionte va a cazar a Hobgoblin, Kaine y Normie están asediadas por más Scriers. Más tarde, se les unen Spider-Girl y Peter Parker (de nuevo en traje). Sin embargo, la batalla se detiene cuando los Scriers son cancelados por la Tarántula Negra, que acaba de asumir el control de su organización.
El simbionte había sido vulnerable cuando Peter Parker lo rechazó, y fue corrompido por el odio y la ira del segundo anfitrión (Eddie Brock). Cuando se unió a Normie Osborn, fue cambiado por su naturaleza amorosa. Cuando el simbionte da su vida para proteger a Spider-Girl y a su padre del Hobgoblin, Normie lo sintió morir. 
Normie y Brenda regresan, y Normie acepta financiar una operación para restaurar la mayor parte de la audiencia del hermanito de May, Benjamin Parker.
Normie convoca a Peter a un viejo almacén de Oscorp, y revela a una niña en un tanque, descubierta durante sus viajes al extranjero, y dice que ella puede ser la verdadera May Parker. En el próximo número, Normie le muestra a Peter el diario de su abuelo, que afirma que él secuestró a May y dispuso que un clon de ella regresara a los Parkers. Con la veracidad de la revista en cuestión, Normie y Peter intentan descubrir la verdad sin informar a May sobre su descubrimiento y sus posibles implicaciones. Normie visita a Élan DeJunae y la cuestiona sin éxito; aunque su lenguaje corporal en la mención de "Proyecto: Cambiando" implica que ella sabe algo, no está dispuesta a hablar. Más tarde, en el almacén, Peter (con Normie presente) extrae un poco de líquido del tanque para realizar algunas pruebas en él.
La niña se despierta más tarde por una Furia que se ha escapado recientemente, y asalta a Normie antes de escapar.

#### Apariencia / tatuajes
Mientras él era el Duende Verde, Normie se hizo varios tatuajes. El tatuaje en su espalda decía "Honra a tu padre / Mata a la araña". El tatuaje en su pecho decía "Venganza" y tiene una araña empalada con un cuchillo. También tenía cicatrices en las muñecas de su intento de suicidio. El simbionte Venom eliminó todos sus tatuajes y cicatrices cuando murió, como un regalo de despedida.

### Amazing Spider-Man: Renueva tus votos
En las páginas de Amazing Spider-Man: Renew Your Vows, Normie hereda a toda la compañía Oscorp algún tiempo después de la muerte de Harry a los diez años y toma el nombre de Norman Osborn II. A pesar de su edad, es un CEO frío, calculador e implacable similar a su abuelo. Cuando la Familia Spider hace su debut, se fascina con el miembro más joven del grupo, Spiderling. Debido a que Liz está a cargo de Allan Biotech, es atendido por su asistente personal, la señorita January, que informa a Liz sobre el comportamiento de Normie. A pesar de no estar más cerca de él, Liz intenta asegurarse de que Normie no siga el mismo camino que su padre y su abuelo. Sin embargo, culpando de la muerte de su padre a Spider-Man, Normie construye un gigante Duende Verde Mech para derribar a Peter Parker y su familia. Más tarde se reveló que Normie fue manipulada por la señorita January, que pilotea el Duende Mech y obligó a Normie a construirlo para vengar a Harry. Normie ayuda a Spiderling a destruir el mech desde el interior.
Después del incidente, Spiderling se convierte en su primer amigo cercano, pero a medida que crecieron se vieron menos, ya que la vida de Normie mejoró y se volvió más normal a pesar de que aún dirigía la compañía. Ocho años después, adopta un enfoque más cauteloso en sus últimos experimentos con terapia génica para evitar los incidentes causados por su padre y su abuelo, aunque sigue siendo un objetivo de los enemigos como resultado de su legado (aunque Spiderling sí ayuda a protegerlo). tiempo al tiempo). Está decidido a hacer del mundo un lugar mejor para canjear el nombre de Osborn, pero no sabe que su científico principal es secretamente el Mr. Siniestro, que usa sus recursos para crear varios clones de la familia Spider para atacar a los X-Men. Normie usa una versión más pequeña del mecanismo Duende para ayudar a la Familia Spider y a los X-Men a derrotar al Mr. Siniestro, pero su exposición a los productos químicos de Siniestro hace que crezca cuatro brazos adicionales.